# 長谷川ヒロミ
長谷川 ヒロミ（はせがわ ひろみ）は日本のネイリスト。造形ネイルアーティスト(Modeling Nail Design Artist ＊本人の造語)として芸術プロジェクトや展示会に現代アートを出展し国内外問わず数多くの受賞歴がある。6年間桃井かおり専属ネイルアーティストを務め、写真家レスリー・キーの写真集「Super Stars」に協力するなど、TV、雑誌、広告など多方面で活躍中。2020年11月22日より長谷川ヒロミから日野ヒロミに改名。

## 経歴
- 1997年
  - 2月 安气子ネイルアートアカデミー卒業。ネイルハウス安气子にて高輪店店長就任、伊勢丹新宿店店長就任後、全店統括マネージャー及びスクール講師就任[5]。
- 2003年
  - ibd認定エデュケーターとしてジェルネイル講師就任。SASHU（渡辺サブロオ・美容室）講師就任。
- 2005年
  - 2月 ネイルハウス安气子を退社し独立。
  - 3月 造形ネイルアート「NBH3(エヌ・ビー・エイチ・キューブ)」を設立。主に広告を中心としたネイルを手掛ける。
  - 桃井かおり専属ネイルアーティストに就任(2011年まで)[6]。
- 2006年
  - 9月 レスリー・キー写真集Super Starsにて樋口可南子のネイルを担当する[7][8]。
- 2007年
  - Vierge(嶋田ちあき・メイクスクール)講師就任。
- 2015年
  - 3月より、球体関節人形の先駆者である吉田良が手掛ける「DollSpacePygmalion」にて現代アートを学び、2年の月日を経て、片手19パーツ、両手で38パーツの「手」の作品「HAND」を完成させた[9]。
- 2017年
  - 10月11日〜16日 表参道にて長谷川ヒロミ初の個展「NailからModeling Nailそして現代Artに」[10][11]。
- 2018年
  - 4月19〜22日 世界最大の米アートフェアArt Expo New York2018[12]に出展。
  - 4月18〜22日 NYで個展開催 Les Sunny Storefrontギャラリー個展[13]。
  - 9月19〜30日 神奈川県芸術展[14]。
  - 12月6〜10日 3つのクリスマスアートコンペティションin YOKOHAMA
- 2019年
  - 5月1日〜6日 金沢21世紀美術館金沢市民ギャラリーB展示「オルムスの神々」
  - 7月3日〜8日 東京都美術館2階 フーム「神々のオルムポス」「スチームパンク」
  - 9月18日〜29日 神奈川県立美術展神奈川県民ホールギャラリー 新作「牡丹」[14]。
  - 10月22日〜30日 アブダビ（エティハドモダンアートギャラリー）でのJARDIN展
- 2020年
  - 6月11日～16日 神戸FLORE アーティストギャラリー(予定)[15]。
  - 7月29日～8月1日 ロンドンにてExhibition of MINERVA(予定)[16]。
  - 8月 Pugmalion Doll Exhibition FEI ART MUSEUM YOKOHAMA(予定)[17]。
  - 12月9日～15日 Art in gallery OMOTESANDO 3人展(予定)[18]。

## 受賞歴
- 2001年
  - Customer Service Award 伊勢丹新宿店受賞
- 2006年
  - 5月World Airbrush Competition in Yokohama フリージェルアート 11位
- 2007年
  - 5月American Nail Cup in Tokyo ジェルフレンチツイスト 10位
  - 6月Nail Pro Competition in Las Vegas フレンチツイスト 2位[19]
- 2010年
  - 3月Nails Asia 2010 Singapore ジェルフレンチスカルプチュア 3位[20]
  - 6月AUSTRALIAN NAIL CUP 2010 ジェルフレンチスカルプチュア 準優勝[21]
- 2011年
  - 6月 2011 NAIL COMPETITION Professional Nail Tip I-NAIL-A 特別賞[22]
- 2012年
  - 6月 2012 NAIL COMPETITION Gel Free Art Stylish NAIL賞[23]
- 2013年
  - 10月 NAIL COMPETITION Professional Nail Tip I-NAIL-A Flower秋 入賞[24]
  - 12月 NAIL COMPETITION Professional Nail Tip I-NAIL-A Flower冬 入賞[25]
- 2014年
  - 2月 NAIL COMPETITION Professional Nail Tip I-NAIL-A PATTERN STRIPE 入賞[26]
  - 6月 NAIL COMPETITION Professional Nail Tip I-NAIL-A PATTERN DOT 入賞[27]
  - 9月 NAIL COMPETITION Professional Nail Tip I-NAIL-A PATTERN ANIMAL 入賞[28]
  - 12月 NAIL COMPETITION Professional Nail Tip I-NAIL-A PATTERN CHECK 入賞[29]
- 2015年
  - 8月 NAIL COMPETITION Professional Nail Tip I-NAIL-A Hert 入賞[30]
  - 12月 NAIL COMPETITION Professional Nail Tip I-NAIL-A Star 入賞[31]

### 資格
- 1997年1月 ASPECTS OF NAIL ART & DESIGN USA
- 2003年7月 ibd マスターネイルテクニシャン
- 2004年2月 B/S BRACE QICK
- 2004年6月 ibd JAPAN テクニシャンアドバイザー
- 2006年11月 Arudy Creative コース
- 2006年11月 ibd JAPAN 認定インストラクター
- 2008年11月 ibd JAPAN 認定マスターエデュケーター
- 2009年3月 ダイヤモンド ネイル マスター
- 2009年6月 ibd JAPAN 認定エリートエデュケーター
- 2009年12月 I-NAIL-A ジェルネイル1級
- 2010年4月 オーストラリアネイル国家資格（世界53カ国共通資格）
- 2011年1月 I-NAIL-A ネイル衛生管理指導者[32]
- 2012年11月 I-NAIL-A ネイルスペシャリスト技能検定試験AAA

## 掲載書籍
- 2006年 レスリー・キー「SUPER STARS」スマトラ沖地震被害者救済チャリティー完全限定写真集
- 2018年 April 2018 ARTEXPO NEW YORK 2018 SHOW CATALOG
- 2019年 Creators （創造者たち） - ISBN 978-4-88338-661-1
- 2020年 MINERVA - ISBN 978-4-88338-673-4

### 掲載雑誌
- CAZ 1997年7月
- 25ansウエディング ヘアー＆ビューティ Vol.1
- OZ magazine 1997年8月
- Como 2000年4月
- JUNON 2000年4月
- STYLISH NAIL VOL.9
- ファンケルカタログ 2001年～
- PS 2003年11月
- ネイル UP 全国ネイルサロンオーダーBOOK
- ネイル UP 2005年/Winter
- ネイル UP 2004年/Winter
- 25ansウエディング 2004年
- VoCE 2008年
- VoCE PLATINUM 2008年11月号
- an an 2008年11月号
- ビューティーメジーナ 2008年-2009年
- VoCE PLATINUM 2009年5月増刊号
- SUPER robbem 2013年5月[33]
- VOGUE TAIWAN 2015年7月号[34]
- 週刊NY生活 2018年4月28日
- JOEY YUNG(yungchoyee)写真集 2019年1月[35]
- 週刊ビッグコミックスピリッツNO.28 2019年6月表紙藤木由貴[36]
- UGA カラオケ本創刊号

## 広告ネイル
- Collage持田製薬 敏感肌化粧品[37]
- カーコンビニ倶楽部 魔女篇[38]
- ソフトバンク イベント広告 2004年[39]
- パナソニック カメラ 2007年[40]
- ソフトバンク824P MIRRORⅡ 2008年[41]
- PIANISSIMO VIV MENTHOL 2009年[42]
- JT PIANISSIMO Super Slims 2010年[43]
- Panasonic Beauty ネイルケア&ジェルネイル 2011年[44]
- FUJIFILM ASTALIFTグラッフィク 2012年2月[45]
- PRIMO 2018年9月

## TV、CM
- SK2 2003年～
- モビット 2003年～
- 東京ユニオンガーデン 2003年
- カメリアダイヤモンド 親子篇
- コンセプトワンステップ もう一人の私篇
- ニベア Q10シリーズ 2004年
- アトリックス 2007年
- グリコ パピコ 2007年
- TBSドラマ「スキャンダル」 2008年
- 象印 2009年
- キリン ホップの真実 2009年
- SWITU プロモーションビデオ
- テレビ東京 東京交差点 #175ネイルアート 2022年8月16日 ＊本人インタビュー[46]